# Blumhouse Productions
 је америчка филмска и телевизијска продукцијска кућа коју је основао Џејсон Блум 2000. године. Углавном производи хорор филмове, као што су: Паранормална активност, Астрална подмуклост, Прочишћење, Подељен, Бежи!, Срећан дан смрти, Ноћ вештица, Ми, Невидљиви човек, Накарадно и Црни телефон. Такође је произвео и филмске драме, попут Ритам лудила и Црни члан КККлана, који су номиновани за Оскара за најбољи филм, док је први освојио Оскара за најбољи оригинални сценарио а други Оскара за најбољи адаптирани сценарио. Произвео је и филм Нормално срце који је освојио награду Еми за програм у ударном термину за најбољи ТВ филм. Често сарађује са редитељима као што су: Ли Ванел, Џордан Пил, Кристофер Ландон, Џејмс Ван, Мајк Фланаган, Џејмс Демонако, Дејмијен Шазел и М. Најт Шјамалан.
Године 2014. потписао је 10-годишњи уговор са студијом Universal Pictures.